# Biodiversum

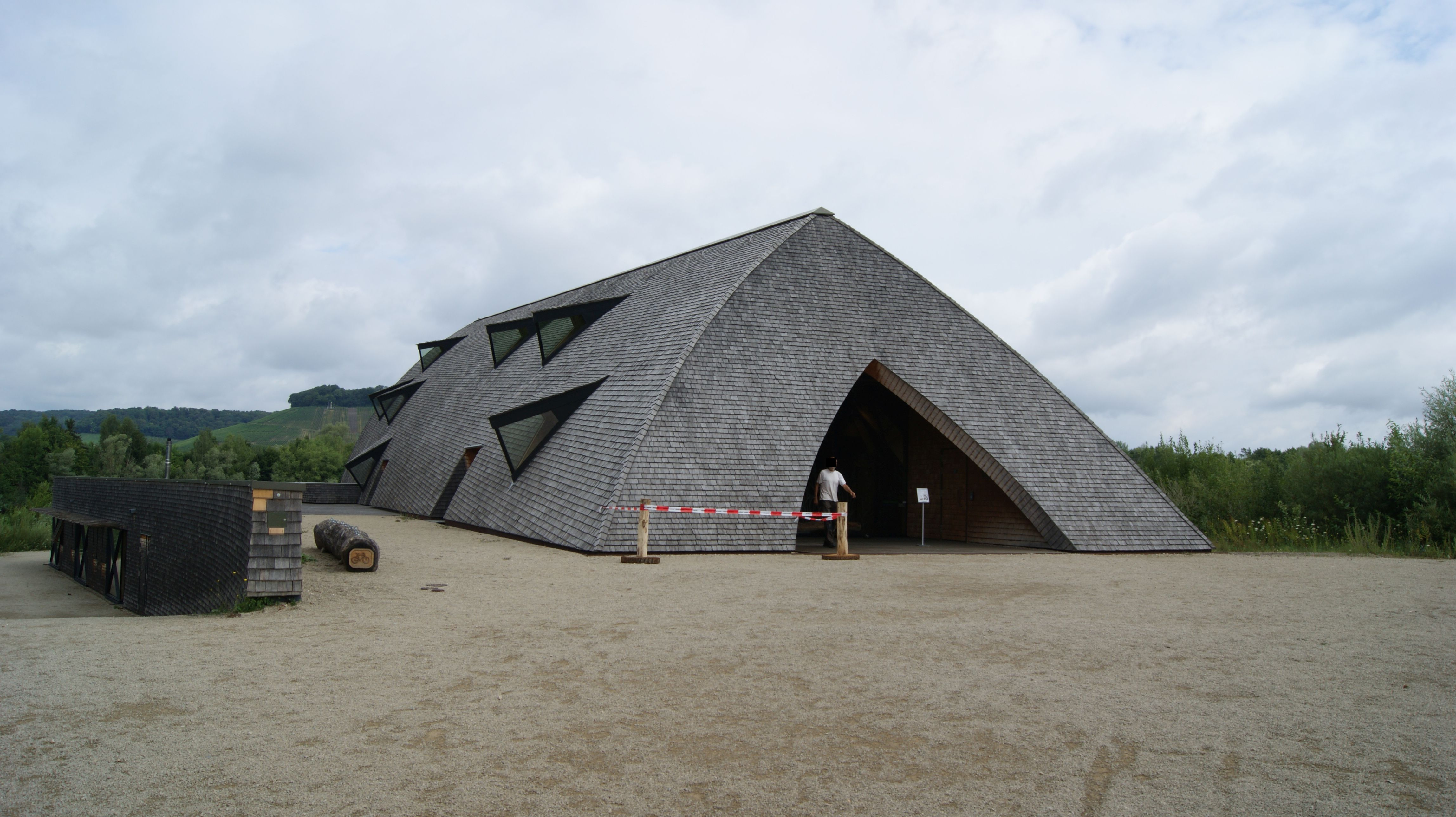
Blick auf den Haupteingang

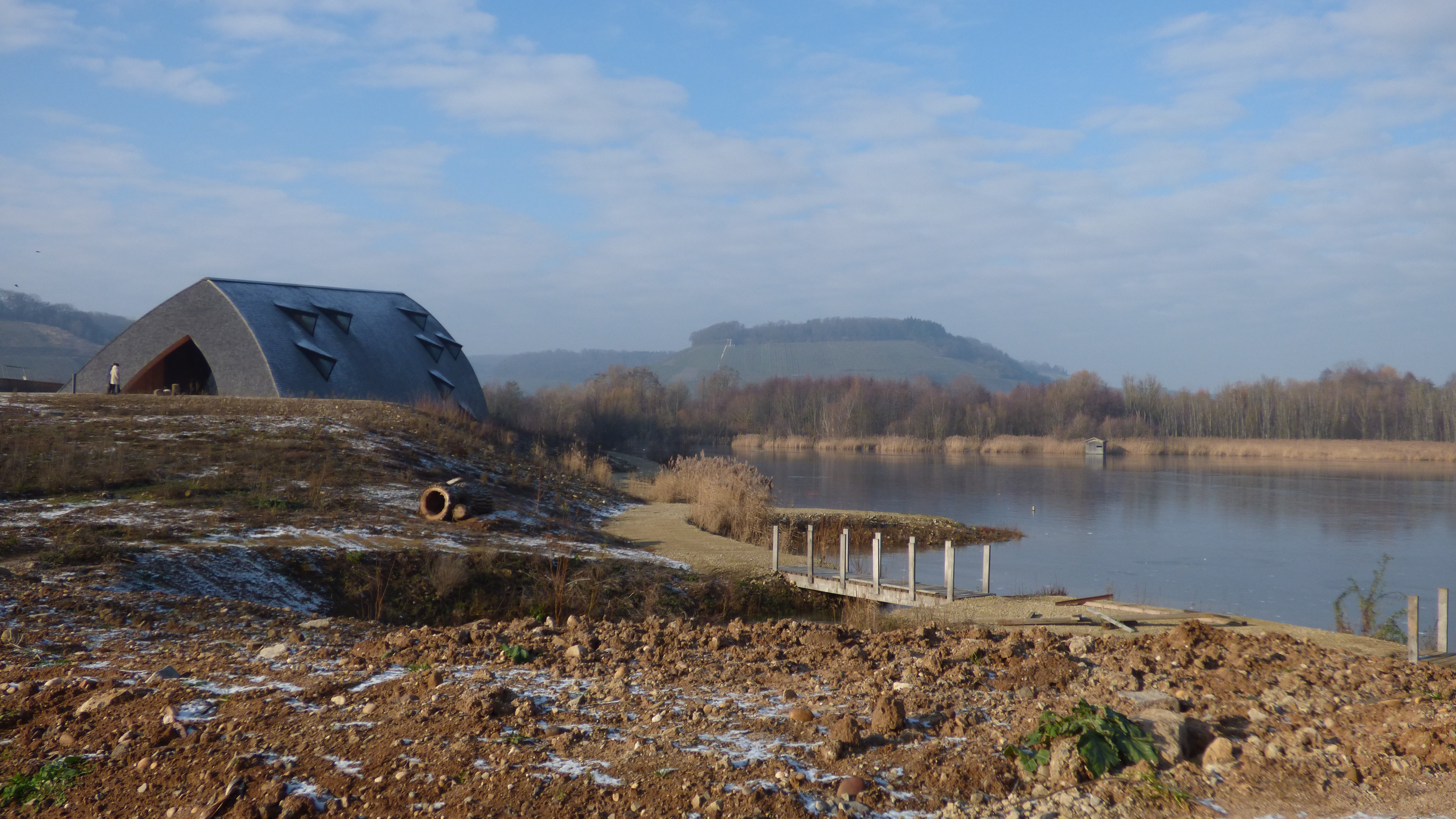
Biodiversum im Winter 2016

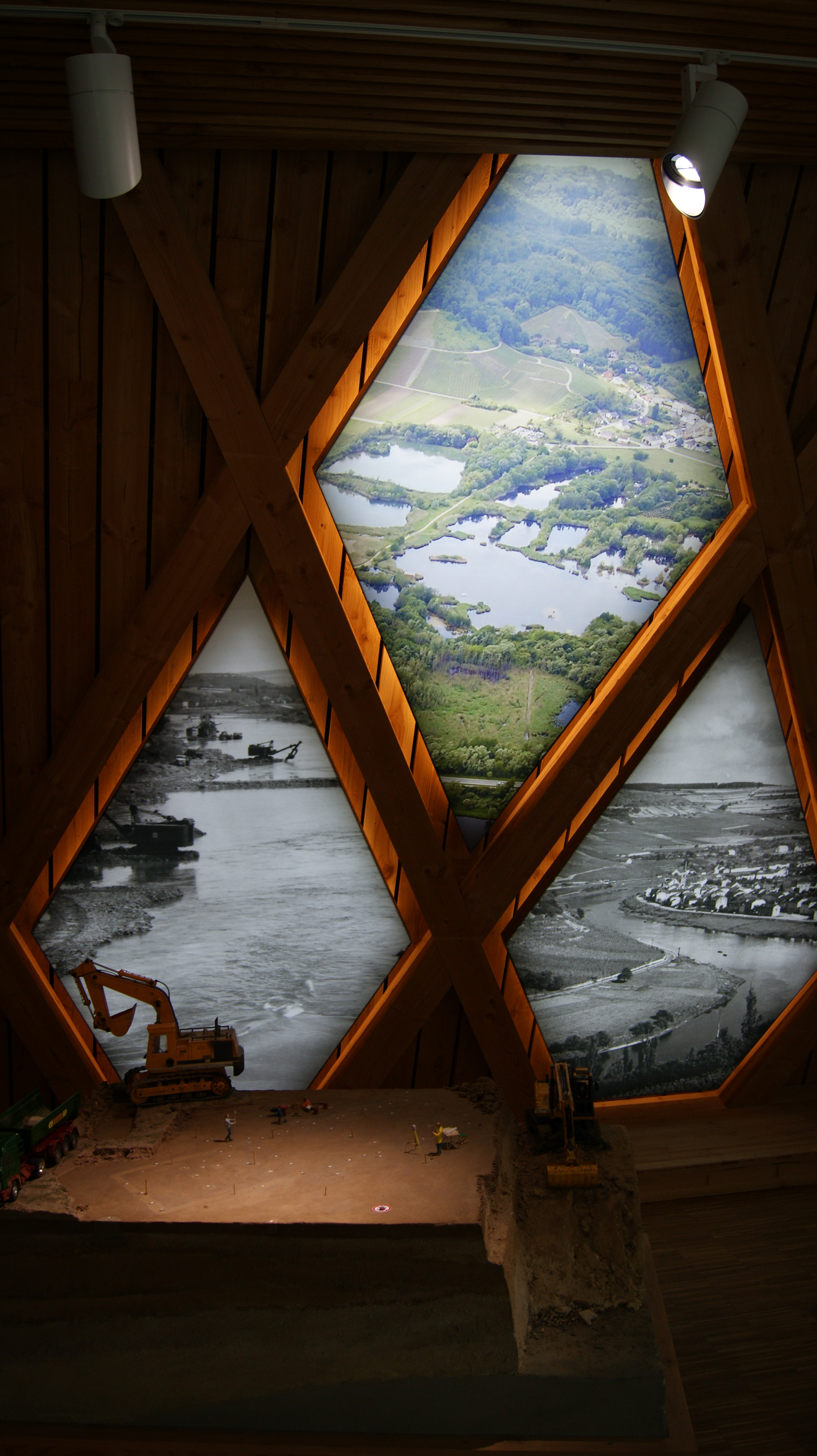
Die Rautenstruktur gibt sowohl dem Gebäudeinneren als auch den Informationstafeln in der Ausstellung die Grundform vor

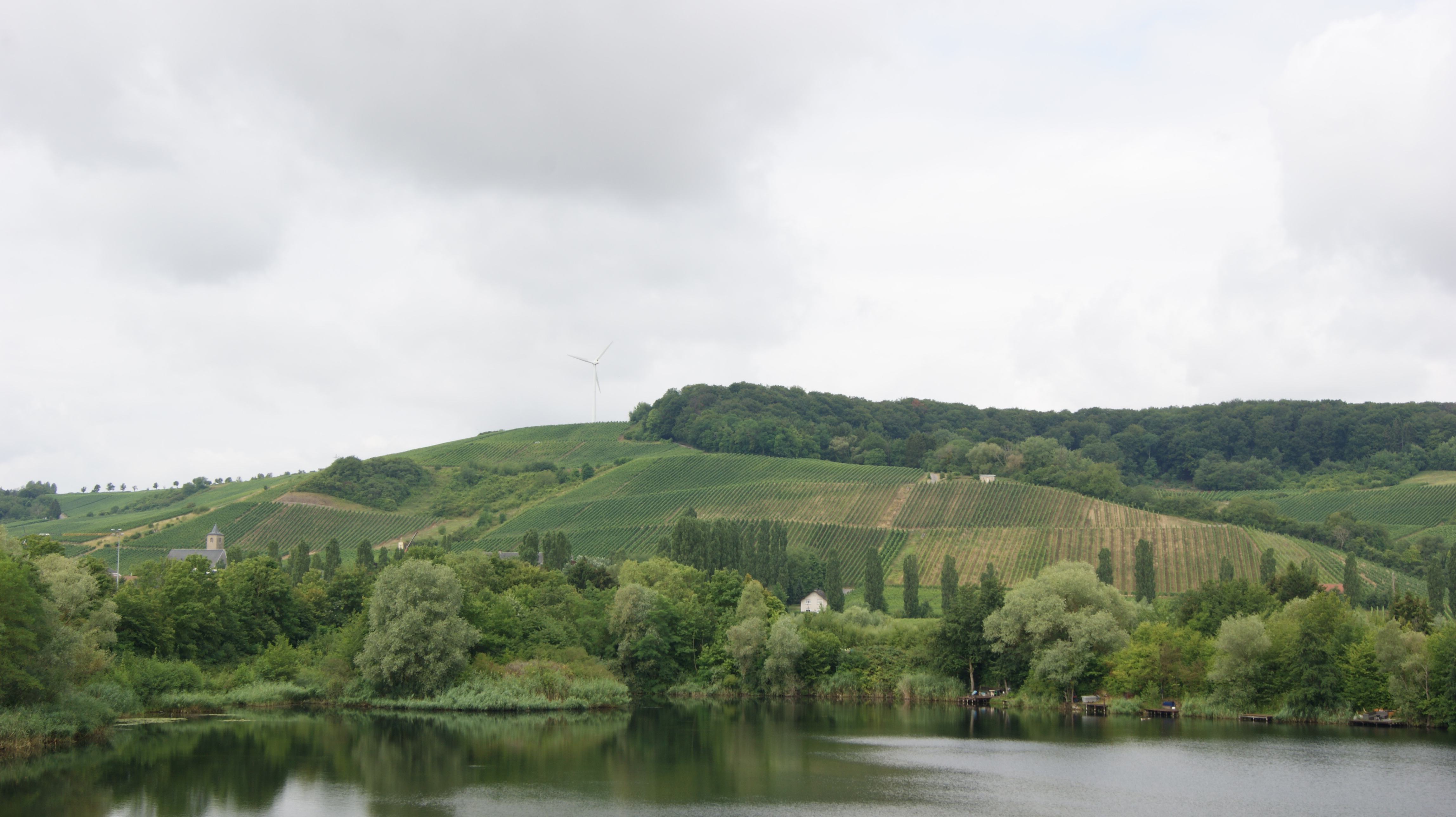
Blick aus der nordwestlichen Stirnseite (Balkon) des Gebäudes auf einige umgebende Weinberge

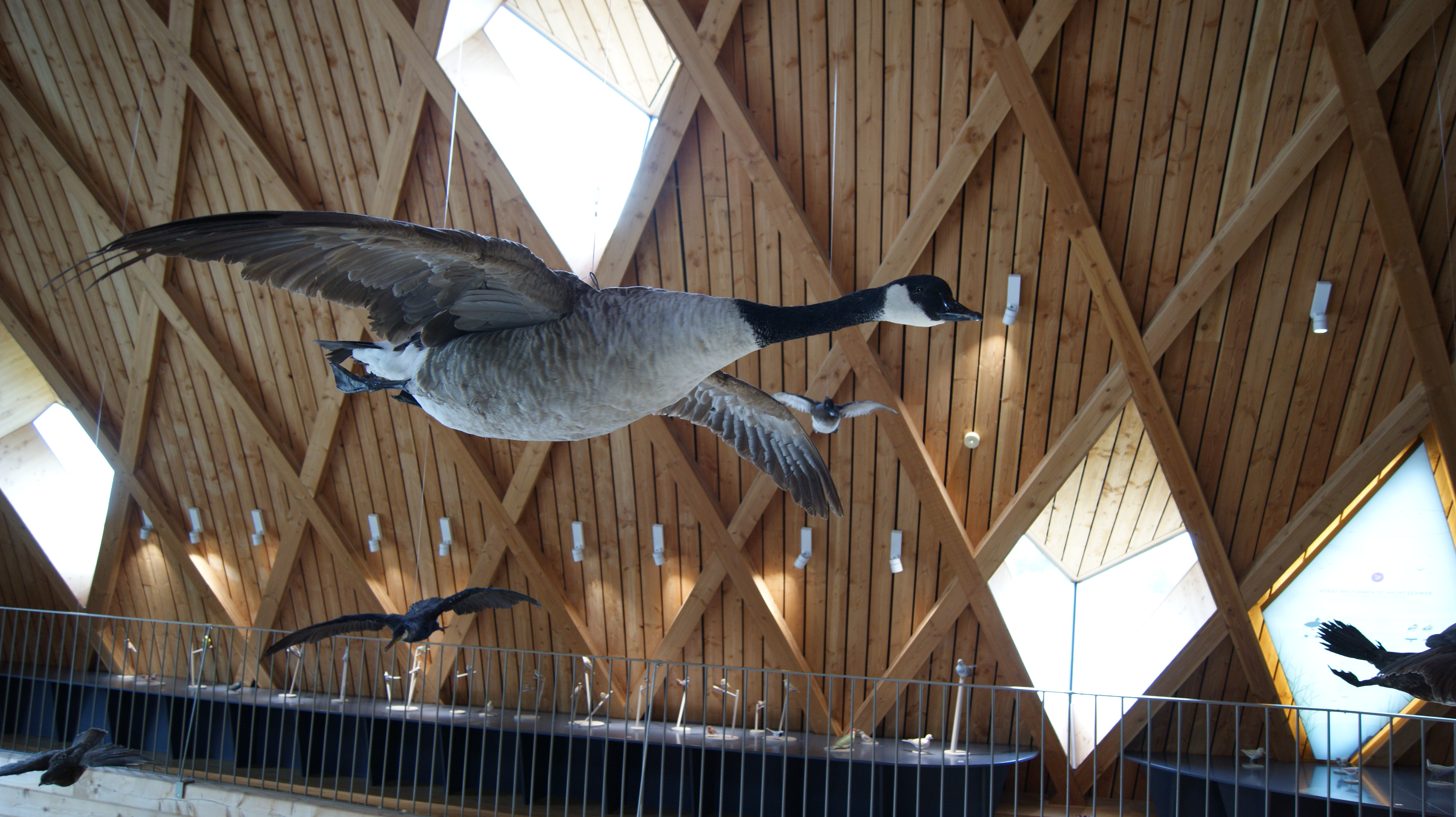
Vögel sind im ganzen Biodiversum themenbestimmend

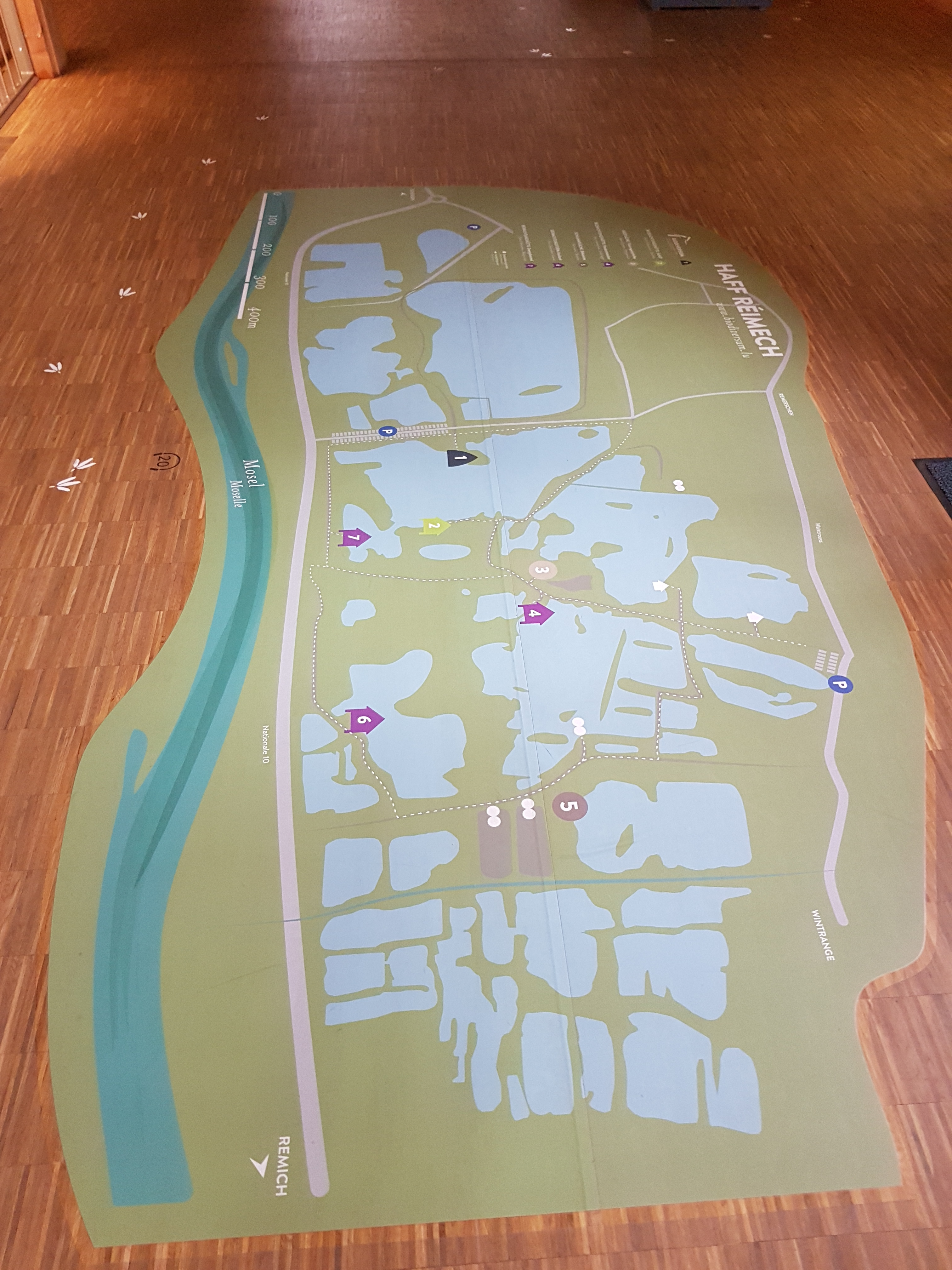
Darstellung des Naturschutzgebietes Haff Réimech

Als Biodiversum (ausgeschrieben: Biodiversum Camille Gira; auch franz. Centre d’accueil Haff Réimech) wird ein Informationszentrum im Ortsteil Remerschen in der Gemeinde Schengen im Großherzogtum Luxemburg bezeichnet.

## Lage
Das Biodiversum liegt am Rande des Haff Réimech. Es wurde eine Landzunge aufgeschüttet, um das Gebäude errichten zu können.

## Name
Mit der Ministerialverordnung vom 12. Oktober 2018 wurde das früher als (franz.) Centre Nature et Forêt Biodiversum (dt.: Biodiversum Natur- und Waldzentrum) bezeichnete Zentrum, in Biodiversum Camille Gira umbenannt.

## Gebäude und Ausstellung
Zwischen der Entscheidung zum Bau eines Informationszentrums und der Eröffnung (Herbst 2014) desselben lagen zwölf Jahre. Die ersten Planungen sind bereits 1998 erfolgt. Das Biodiversum ist auf die Bedürfnisse von Menschen mit Behinderungen angepasst und die Ausstellung in deutscher Sprache sowie auf Französisch beschrieben. Es werden sowohl im Biodiversum Ausstellungs-Führungen als auch um das Biodiversum geführte Wanderungen (um die Weiher) angeboten. Das Naturschutzzentrum ist ganzjährig mit wenigen Ausnahmen an hohen Feiertagen geöffnet (Dienstag bis Freitag von 10 bis 17 Uhr bzw. im Sommer bis 18 Uhr).

### Außen und Gebäudehülle
Das Gebäude des Biodiversum hat eine halbrunde, konische Form und wird teilweise mit einem am Strand gelagerten (umgedrehten) Boot bzw. einem keltischen Langhaus verglichen. Sehr viele Elemente des oberirdisch sichtbaren Gebäudes sind aus Holz gefertigt und die grundlegende bestimmende Struktur ist die Raute bzw. das Dreieck. Das wie ein Gitternetz angeordnete Rautentragwerk dient zur Längsaussteifung, während die Queraussteifung über die Rahmenkonstruktion und über den Aufzugsschacht aus Stahlbeton gewährleistet wird. Das Fundament, der Aufzugsschacht sowie das Untergeschoss bestehen aus Stahlbeton.
Das Gebäude hat eine Länge von etwa 62 m und die dem See abgewandte Stirnseite misst rund 13,50 m (Haupteingang zum Informationszentrum). Die zum Weiher gerichtete Seite hat eine Breite von rund 17 m. Der Dachfirst verläuft ebenfalls schräg und fällt von der Seeseite (15 m) zum Eingang hin (8 m) ab. Die Hauptausrichtung des Gebäudes ist von Südosten nach Nordwesten. Beide Stirnseiten sind in Form eines Spitzbogens ausgeführt und fast vollständig verglast, wodurch ein weit öffnender Blick in die umgebende Natur ermöglicht wird sowie eine Belichtung des Gebäudes. Durch 15 von der Gebäudehülle ausgestülpte Dreiecksgauben wird zusätzliches Licht ins Innere geleitet sowie ein natürliches Be- und Entlüftungskonzept (über Lüftungsklappen) ermöglicht. Durch die Gebäudegeometrie wird ein Durchzug und optimalen Luftaustausch geschaffen. Die Gebäudegrundfläche beträgt rund 1300 m², das Luftvolumen rund 11.400 m³, wobei ein Untergeschoss, ein Erdgeschoss und eine Galerie bestehen. Die dazugehörigen Außenfläche betragen rund 5000 m².
In einem schlichten Anbau neben dem Biodiversum befindet sich die Verwaltung. Beide Gebäude sind mit unbehandelten und sägerauen Zedern-Schindeln eingedeckt.
Die verantwortlichen Architekten für das Gebäude sind aus dem Unternehmen Valentiny hvp architects (François Valentiny). Ideengeber der aufwendigen Netzstruktur, die in dieser Form beim Biodiversum zum zweiten Mal weltweit angewendet wurde, war Julius Natterer aus Lausanne (Schweiz).
Das Gebäude kostete rund 3.900.000 Euro.

### Heizung
Das Gebäude hat einen Wärmedurchgangskoeffizient (Wärmedämmwert) von {\displaystyle U}  = 0,28 W/(m²·K). Die Gebäudeheizung des Biodiversum wurde eigens für diese Anwendung konzipiert. Auf dem Grund des Weihers sind fünf Spiralkörbe verteilt. Durch diese wird über eine Wärmepumpenheizung dem Wasser Wärmeenergie entzogen und in eine Bodenheizung eingespeist. Sowohl bei der Wärmepumpe als auch bei den Spiralkörben handelt es sich um Prototypen.

### Innen / Ausstellung
Das Gebäude beherbergt eine interaktive Dauer-Ausstellungen auf 2½ Etagen (1300 m²). Interaktiv bedeutet, dass durch sehen, anfassen, ausprobieren, riechen und hören die Ausstellung mit den eigenen Sinnen erlebt werden kann. Die Ausstellungsthemen beziehen sich auf den Schutz von Vögeln und der Natur, die biologische Vielfalt und die historische und geologische Entwicklung des Naturschutzgebiets und seiner Region (z. B.: die geschichtliche Entwicklung des Moseltals, die Unterwasserwelt der Baggerweiher um das Biodiversum, den Artenreichtum, Biodiversität, Vogelzug, Naturschutz etc.).
Das Biodiversum ist auch der Ausgangspunkt eines Entdeckungswegs, der um die Teiche von "Haff Réimech" führt.

## Prinzessin von Schengen
Eine Ausstellung über die in der Nähe gefundene Grabstelle und menschlichen Überreste, als Prinzessin von Schengen bezeichnet, wurde vom 30. November 2018 bis 14. Februar 2019 weltweit erstmals im Biodiversum gezeigt.

## Auszeichnungen
- Holzbaupreis Eifel 2016[7][10]
- Bauherrenpreis der Architektenkammer Luxemburg (2016).[7][11]